# Matenrou Opera
Matenrou Opera (japonês: 摩天楼オペラ - literalmente "Opera do Arranha-céu") é uma banda do movimento visual kei de metal japonesa, formada em 2007 por Sono e Yuu, que anteriormente eram o vocalista e o baterista da banda Jeniva.

## História

Logotipo oficial do Matenrou Opera

Seu primeiro maxi-single estava no selo Office A to Z. "Alkaloid Showcase" foi lançado em 4 de maio de 2007, no mesmo dia de seu primeiro show; esgotou antes do show começar.
No final de 2007, o guitarrista Mika e a tecladista Karen deixaram a banda; eles foram substituídos pelo guitarrista Anzi (ex-Masterpiece) e pelo tecladista Ayame (ex-Ry:dia), respectivamente.
Em 2008, depois de ingressar na gravadora Sherow Artist Society de Kamijo, o single "Ruri Iro de Egaku Niji" alcançou o 11º lugar na Oricon Indies Chart; o EP Gilia alcançou o número 7 e também foi lançado na Europa. O Matenrou Opera percorreu a Europa com Versailles do final de março até o início de abril de 2008.
No final de 2009, o Matenrou Opera dividiu uma turnê nacional do Japão com Deluhi. O Matenrou Opera cobriu a música do Japão "Kurenai" para a compilação Crush! -90's V-Rock Melhor Hit Cover Songs-. O álbum foi lançado em 26 de janeiro de 2011 e apresenta bandas atuais de visual kei que cobrem músicas de bandas importantes para o movimento visual kei dos anos 90. O Matenrou Opera também cobriu a música de hide "Dice" para o tributo Tribute II - Visual Spirits -, lançado em 3 de julho de 2013. Então, eles lançaram o Avalon em 3 de setembro de 2014.
Em 15 de maio de 2016, o guitarrista Anzi anunciou que deixaria o Matenrou Opera depois de oito anos com a banda. Seu último concerto com a banda foi realizado em julho do mesmo ano em Tóquio, no Tsutaya O-East. O Matenrou Opera continuou tocando com um guitarrista de suporte até que foi anunciado em maio de 2018 que JaY, o ex-guitarrista da banda de rock japonesa Light Bringer, seria seu novo guitarrista permanente.

Estes não são os únicos álbuns lançados pela banda. Eles lançaram Chikyuu em 20 de janeiro de 2016. Então, em 19 de outubro de 2016, eles também lançaram o álbum Phoenix Rising. Eles oficialmente lançaram Pantheon -Part 1- em 12 de abril de 2017. Além disso, eles lançaram o BEST & CLIPS〜 e o BEST & REQUEST〜 em 19 de outubro de 2016 por tempo limitado. 
| - Sono (苑) – Vocal - JaY – Guitarra - Yo (燿) – Baixo - Ayame (彩雨) – Teclado - Hibiki (白石 響) - Bateria | Membros antigos - Mika (未伽) – Guitarra - Karen (華蓮) - Teclado, keytar - Anzi – Guitarra - Yuu (悠) – Bateria |

- Leda (Far East Dizain) - guitarra

- Sono
- Yuu
- Yo
- Ayame

## Discografia

### Álbuns e EP's
- Gilia (14 de maio de 2008)
- Anomie (24 de junho de 2009)
- Abyss (22 de dezembro de 2010)
- Justice (7 de março de 2012)
- Kassai to Gekijou no Gloria (6 de março de 2013)
- Avalon (3 de setembro de 2014)
- Chikyuu (20 de janeiro de 2016)
- Phoenix Rising (19 de outubro de 2016)
- Pantheon - Part 1- (12 de abril de 2017)
- Pantheon - Part 2 (15 de novembro de 2017)
- Human Dignity (27 de fevereiro de 2019)

### Singles
- Alkaloid Showcase (4 de maio de 2007)
- Sara (somente distribuição ao vivo, 30 de outubro de 2007)
- Ruri iro de egaku niji (5 de março de 2008)
- Spetacular (24 de setembro de 2008)
- Last Scene (17 de dezembro de 2008)
- Acedia (25 de março de 2009)
- Eternal Symphony (apenas distribuição ao vivo, 23 de julho de 2009)
- Murder Scope (16 de dezembro de 2009)
- R (somente distribuição ao vivo, 24 de fevereiro de 2010)
- Genesis / R (17 de maio de 2010)
- Helios (6 de julho de 2011)
- Otoshiana no Soko wa Konna Sekai (19 de outubro de 2011)
- Gloria (3 de outubro de 2012)
- Innovational Symphonia (5 de dezembro de 2012)
- Orb (4 de dezembro de 2013)
- Tonari ni suwaru taiyou (23 de julho de 2014)
- Chimaishou (29 de outubro de 2014)
- Ether (8 de abril de 2015)
- Kimi to miru kaze no yukue (18 de junho de 2015)
- Aoku toumei na kono sinpi no umi e (20 de julho de 2015)
- Tataeyou hahanaru chi de (21 de agosto de 2015)
- Burning Soul (21 de outubro de 2015)
- Honoo no hito (9 de março de 2016)
- Shine On (23 de dezembro de 2016)
- Warrior (30 de agosto de 2017)
- Invisible Chaos (13 de junho de 2018)

### Ao vivo
- "Dawn of Anomie em Akasaka Blitz" (26 de novembro de 2009)
- "Emergence from Cocoon -Tour Final Live Film-"Nascimento de Gênesis" (1 de setembro de 2010)
- "Emergence from Cocoon -Tour Document Film-" (1 de setembro de 2010)
- "-1214- no Shibuya AX (3 de março de 2011)
- "Gloria Tour -Grande Finale-Live Film em Zepp Tokyo" (4 de setembro de 2013)
- "Avalon Tour Finale Live Film in Hibiya Dai Ongaku Dou" (18 de fevereiro de 2015)
- "Chikyuu Tour Finale Live Film in Ex Theatre Roppongi" (18 de fevereiro de 2015)

### Outros
- "COUPLING COLLECTION 08-09" (28 de outubro de 2009)
- "INDIES BEST COLLECTION" (24 de novembro de 2010)
- Before Justice (Edição limitada de locação, 22 de fevereiro de 2012)
- Kassai to Gekijou no Gloria (edição limitada de locação, 13 de fevereiro de 2013)
- Best&Clips (19 de outubro de 2016)
- Best&Request (19 de outubro de 2016)